# Mamilos invertidos

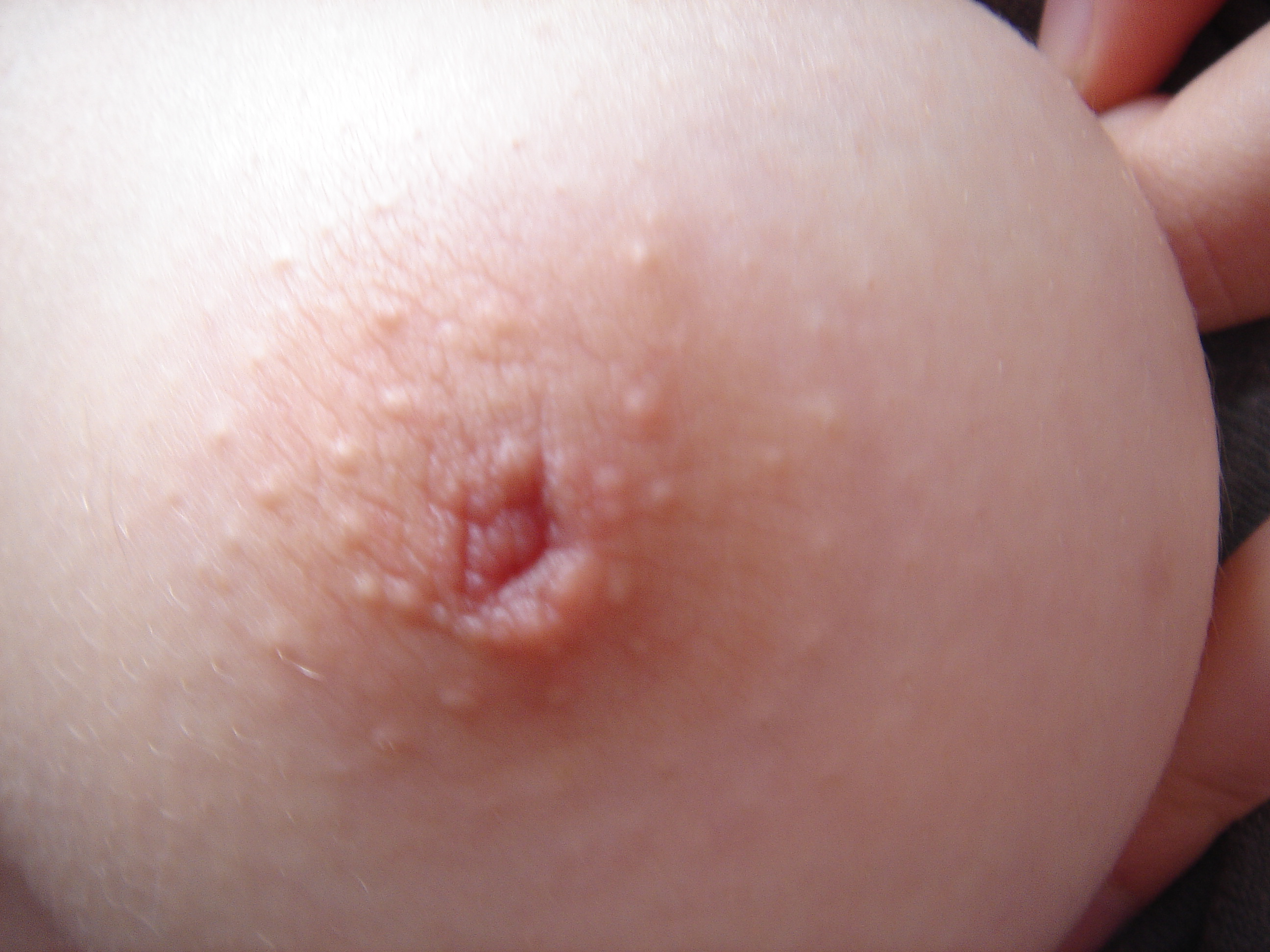
Mama com mamilo invertido

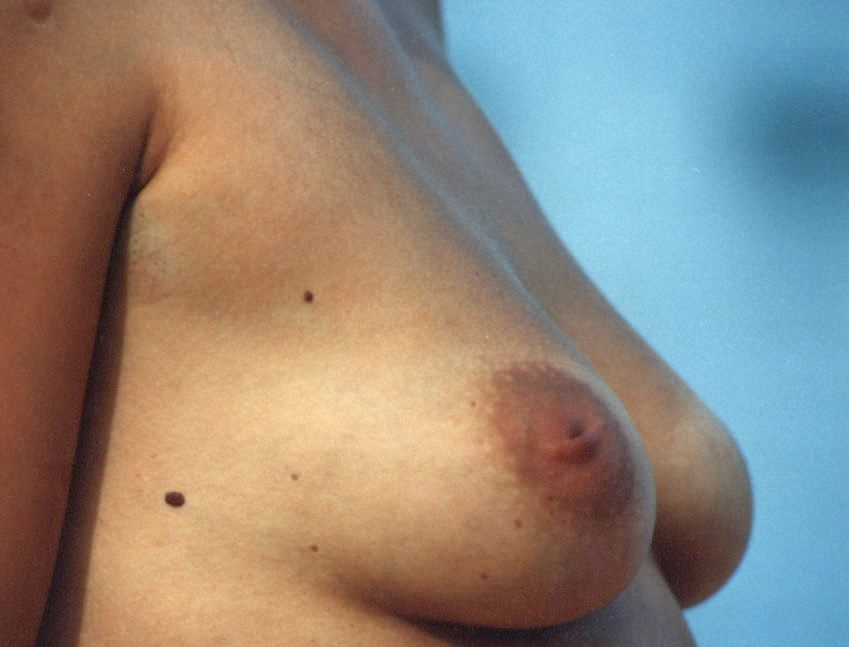
Mama com mamilo invertido

Mamilos invertidos são uma condição onde o mamilo, em vez de apontar para fora, é retraído para dentro da mama. Em alguns casos, o mamilo ficará temporariamente saliente se estimulado, mas em outros, a inversão permanece independentemente do estímulo. Mulheres e homens podem ter mamilos invertidos.